# Amazon (série télévisée)
Pour les articles homonymes, voir Amazon (homonymie).
Amazon est une série télévisée germano-canadienne en un épisode pilote de 2 heures et 21 autres épisodes de 44 minutes, créée par Peter Benchley, diffusée du 25 septembre 1999 au 20 mai 2000 en syndication.
Cette série est inédite dans tous les pays francophones.

## Synopsis
Un avion de ligne s'écrase en pleine forêt amazonienne au Brésil, ne laissant que quelques survivants. Leurs chances de survie semblent très faibles, d'autant plus que leur environnement se révèle de plus en plus hostile : piranhas, serpents venimeux, plantes carnivores, diverses espèces d'insectes et de fourmis dangereuses…

## Distribution
- C. Thomas Howell : Dr Alex Kennedy
- Carol Alt : Karen Oldham
- Fabiana Udenio : Pia Claire
- Chris William Martin : Jimmy Stack
- Rob Stewart : Andrew Talbott
- Tyler Hynes (en) : Will Bauer
- Gabriel Hogan : Falconer John
- John Neville : First Elder Cole
- Pedro Salvín : Korakal
- Julian Richings : Elder Malakai
- Margot Kidder : Morag

## Épisodes
1. titre français inconnu (Fallen Angels)
2. titre français inconnu (Nightfall)
3. titre français inconnu (Suffer the Little Children)
4. titre français inconnu (Exodus)
5. titre français inconnu (The Chosen)
6. titre français inconnu (The End of the World)
7. titre français inconnu (The Lost Words)
8. titre français inconnu (Resurrection)
9. titre français inconnu (The Blood Angel)
10. titre français inconnu (War)
11. titre français inconnu (Eyes in the Dark)
12. titre français inconnu (The First Stone)
13. titre français inconnu (The Devil's Army)
14. titre français inconnu (The Finding)
15. titre français inconnu (Escape)
16. titre français inconnu (Home)
17. titre français inconnu (The Pale Horseman)
18. titre français inconnu (The White Witch)
19. titre français inconnu (Circle of Fire)
20. titre français inconnu (Babel)
21. titre français inconnu (Wild Child)
22. titre français inconnu (A Bible and a Gun)

## Distinctions
Récompenses
- Prix Gemini 2000 :
  - Meilleur maquillage
  - Meilleur acteur dans un second rôle dans une série (Pedro Salvín)

Nominations
- Saturn Award 2000 :
  - Nomination au Saturn Award de la meilleure série
- Prix Gemini 2000 :
  - Meilleur son dans une série
  - Meilleurs effets visuels